# Sandgate Castle
Sandgate Castle er et slot i Sandgate ved Folkestone i Kent. Den blev bygget til artilleri i 1539-1540 af Henrik 8. som en af de kystfæstninger, der skulle beskytte landet mod invasion. De blev udtænkt (eng: "devised") af Henrik 8. og er kendt som Device Forts som Deal Castle og Walmer Castle. De blev bygget for at forsvare den sårbare kyststrækning, og pga. Frankrigs nærhed er de forsvaret og befæstet yderligere siden opførelsen.
Det oprindelige slot, der blev påbegyndt i 1539, er et af de bedst dokumenterede slotte for den tid, og optegnelser findes på British Library. Det kostede i alt £5,584.7s.2d at opføre.